# Melanotesia intensa
Melanotesia intensa là một loài bướm đêm trong họ Geometridae.